# オルトコイン
オルトコイン（英: altcoin）とは、ビットコイン以外の暗号通貨のことである。
ライトコインやイーサリアム、モナコイン、リップル、ビットコインキャッシュなど全世界で約1,500以上の種類があり、年々発行数が増えている。アルトコインや、ビットコインにはない特徴を備えたものもあるためビットコイン2.0ともいう。

## 概要
日本語で「代替のコイン」という意味があるAlternative Coinを略した造語で、ビットコインで使われている基盤技術やコードベースを参考にして開発されたコインのことを指す。たくさんのオルトコインの種類があるが、日本国内で購入できるものはそれほど多くない。独自性を前面に出して成長を遂げている。
ICO（Initial coin offering）で立ち上がったオルトコインは、イーサリアム上で作られたトークンの形になっているものがかなり存在している。

## 長所と短所

### 長所
ビットコインの欠点の、混雑時の送金が遅くなる点を解決している種類がある。また、ビットコインにはない独自の仕組みを持っていて、その仕組みにより中間業者がいなくても自動で契約することができたり、匿名性が高かったりというようなことができる。
また、通貨としての機能以外の用途を持つ「機能性コイン」もある。
利益の観点から考えると、ビットコインよりも変動が激しく、大きな利益を得るチャンスがあるものもある。

### 短所
流動性や時価総額が低く、信頼性や安全性に問題があるものも多いこと。また、取引手数料がやや高いこと。

## 保管方法
ウォレットという仮想通貨のお財布のようなものを使用する方法があり、購入したコインをそのまま取引所や販売所に保管しておくよりもセキュリティー面での堅牢性が高く、安心してアルトコインを管理出来るというメリットがある。そのウォレットの種類としては、オフラインで保管でき、無料でいくつでも作れるペーパーウォレットやインターネット上に保管するオンラインウォレット、専用の端末で保管し、PINコードで2重のセキュリティがあるハードウェアウォレット、パソコンにインストールして使う、無料で簡単に作れるソフトウェアウォレットなどがある。